# Semiothisa fulvisparsa
Semiothisa fulvisparsa là một loài bướm đêm trong họ Geometridae.